# Journal of Inorganic Biochemistry
Das Journal of Inorganic Biochemistry, abgekürzt J. Inorg. Biochem., ist eine wissenschaftliche Zeitschrift, die vom Elsevier-Verlag veröffentlicht wird. Die erste Ausgabe erschien im Jahr 1971 unter dem Namen Bioinorganic Chemistry, der im Jahr 1979 zum jetzigen Namen geändert wurde. Derzeit erscheint die Zeitschrift monatlich. Es werden Artikel veröffentlicht, die sich mit allen Aspekten der anorganischen biologischen Chemie, wie z. B. Metalloenzyme, befassen.
Der Impact Factor lag im Jahr 2019 bei 3,212. Nach der Statistik des ISI Web of Knowledge wurde das Journal 2014 in der Kategorie Biochemie und Molekularbiologie an 99. Stelle von 289 Zeitschriften und in der Kategorie anorganische Chemie und Nuklearchemie an siebenter Stelle von 44 Zeitschriften geführt.
Chefredakteur ist John H. Dawson, University of South Carolina, Columbia, Vereinigte Staaten von Amerika.